# Nicolas O'Murphy
Corneille Nicolas O’Murphy  (francisé en Morphey) est né le 6 janvier 1724  à Saint-Servan (province de Bretagne en France), et est mort le 23 avril 1774 dans la même ville. Il est connu pour avoir érigé, en 1756, une pierre de possession sur l'île de Mahé aux Seychelles, au nom de Louis XV, roi de France.

## Biographie
Nicolas Morphey est le fils de Corneille O’Murphy, originaire de Port Lãirge (Waterford), en Irlande, et de Jacqueline Savary de Ploubalay, dans le nord-Bretagne.
Il s'engage dans le marine nationale puis intègre la Compagnie des Indes comme capitaine. Il reçoit le commandement de la frégate La Colombe inaugurée à Lorient en février 1751 et affectée à l'Île de France (Maurice). Il est envoyé à Madagascar par Jean-Baptiste Charles Bouvet, pour prendre possession de l'île Sainte-Marie qui a été concédée en 1750 au roi de France et à la Compagnie des Indes par la reine Bétia, petite fille du pirate Thomas Tew et femme d'un autre pirate Jean Onésime Filet. Morphey appareille, le 15 juillet 1753 pour Madagascar. La prise de possession effectuée, la reine Bétia gagna l'Île de France sur La Colombe. Baptisée et renommée Marie Élizabeth Sobobie, elle vécut sur un terrain qui lui fut attribué, et mourut en octobre 1805. En octobre 1754, le capitaine Morphey épouse à Port-Louis, Anne Perrine Houdman, fille de Noël Houdman et d'Anne Françoise Purcelles.  Anne Marie, leur fille, nait en octobre 1755 et meurt 4,5 mois plus tard. Anne Perrine meurt une année plus tard.
Morphey prend le commandement de la corvette Le Cerf, de 200 tonneaux, inaugurée à Lorient en septembre 1751. Il est brièvement affecté au Sénégal avant de rejoindre l'île de France. Il est alors envoyé en expédition par René Magon de La Villebague, gouverneur général de l'Île de France, pour revendiquer officiellement les îles visitées, en 1742 et 1744, par le capitaine Lazare Picault.

## Expédition aux Seychelles
Parti en juillet 1756, Morphey  passe par les îles Assomption et Aldabra, et arrive le 6 septembre dans l'anse de Mahé reconnue par Lazare Picault en 1744. Il est accompagné du capitaine Richard Préjean sur la goélette Le Saint-Benoît. Il prend le risque de faire passer son bateau à travers les récifs et de l'ancrer à proximité de la future île Hodoul (en), tandis que Le Saint-Benoît est laissé dans l'avant-port. Morphey donne à l'archipel le nouveau nom de "Séchelles" (à la place de La Bourdonnais) en l’honneur de  Jean Moreau de Séchelles, dont il souhaitait obtenir le soutien. il rebaptise également l’île de Palme (aujourd’hui Praslin) en île Moras, du nom du successeur du contrôleur général des finances, Jean Moreau de Séchelles, et donna un nom à l'île Sainte Anne, ainsi qu'à l'île Anonyme (en), celui d'un navire de 180 tonneaux armé à Chandernagor en février 1756 et ayant fait escale à Mahé avant de reprendre la mer pour les îles de France et Bourbon.  

## Prise de possession
Morphey organise plusieurs sorties pour explorer l’île de Mahé. Le 1er novembre 1756, il prend officiellement possession de l'archipel en posant une pierre gravée qui avait été sculptée à l’Île de France  dans une roche volcanique. Conformément aux instructions de Magon, elle est fixée sur un rocher en forme d’éventail dominant le futur port de Victoria et on dresse un mât de près de vingt mètres de haut à proximité. La pierre est gravée aux armes de France : trois fleurs de lys, cordon de Saint- Esprit et couronne royale. Au lever du soleil, les hommes de l’expédition s’alignent face au mât où l’on hisse le drapeau blanc de France. On crie par trois fois Vive le Roi ! tandis que, du Cerf, 9 coups de canon étaient tirés. Un procès-verbal est dressé : il marque l’entrée officielle de ces terres vierges dans la couronne de France. 
En septembre 1768, dans le cadre d'une l'expédition de Marion du Fresne, le lieutenant Lampériaire prend officiellement possession de l’île de Praslin en déposant une autre Pierre de Possession qui a, depuis, disparu. 

## Redécouverte de la pierre
La Pierre de Possession est tombée dans l’oubli lorsque l’archipel est passé aux mains des Anglais à la suite du traité de Paris de 1814, après la prise de l’Île de France en 1810. C’est un Français, le général Henri-Nicolas Frey qui l’a retrouve en 1894 à Victoria, parmi un tas de débris dans la rue de La Poudrière. Il tente de l'expédier en France mais, informé de ce projet, le chef de police local réclame sa restitution au capitaine du bateau-poste L'Australien sur lequel elle avait été embarquée. La Pierre de Possession, conservée au palais du gouvernement jusqu'en 1965, est depuis exposée au Muséum d’histoire naturelle de Victoria (en). Une copie a été réalisée par un artiste local, James Auguste. Le  1er novembre 2023, la reproduction a été dévoilée en présence du président Wavel Ramkalawan. La Pierre de La Possession porte l’inscription « Séchelles », du nom du ministre des Finances de Louis XV en 1756.  Appelée également « Ros Morisyn » (pierre mauricienne), elle est, de fait, le plus ancien monument historique des Seychelles. 

## Épilogue
Dans son rapport, le capitaine Morphey souligna le potentiel d’exploitation du bois aux Seychelles mais, contrairement à Picault, il ne se montra pas favorable à des concessions foncières pour attirer les colons. Morphey  repartit le 13 novembre et atteignit l’Île de France le 10 décembre 1756. Il céda le commandement du Cerf au capitaine Gérard. Le 29 décembre 1756, le navire appareilla pour aller charger une cargaison de sel à l’île Sainte-Marie. À son arrivée, le Cerf  se trouva sur la trajectoire d' un cyclone et fit naufrage le 17 janvier 1757,  ce qui provoqua la mort de 14 des 52 membres d’équipage. Quant aux Seychelles, il fallut attendre 1770 pour le début de la colonisation qui débuta par l'île Sainte Anne. 

## Galerie

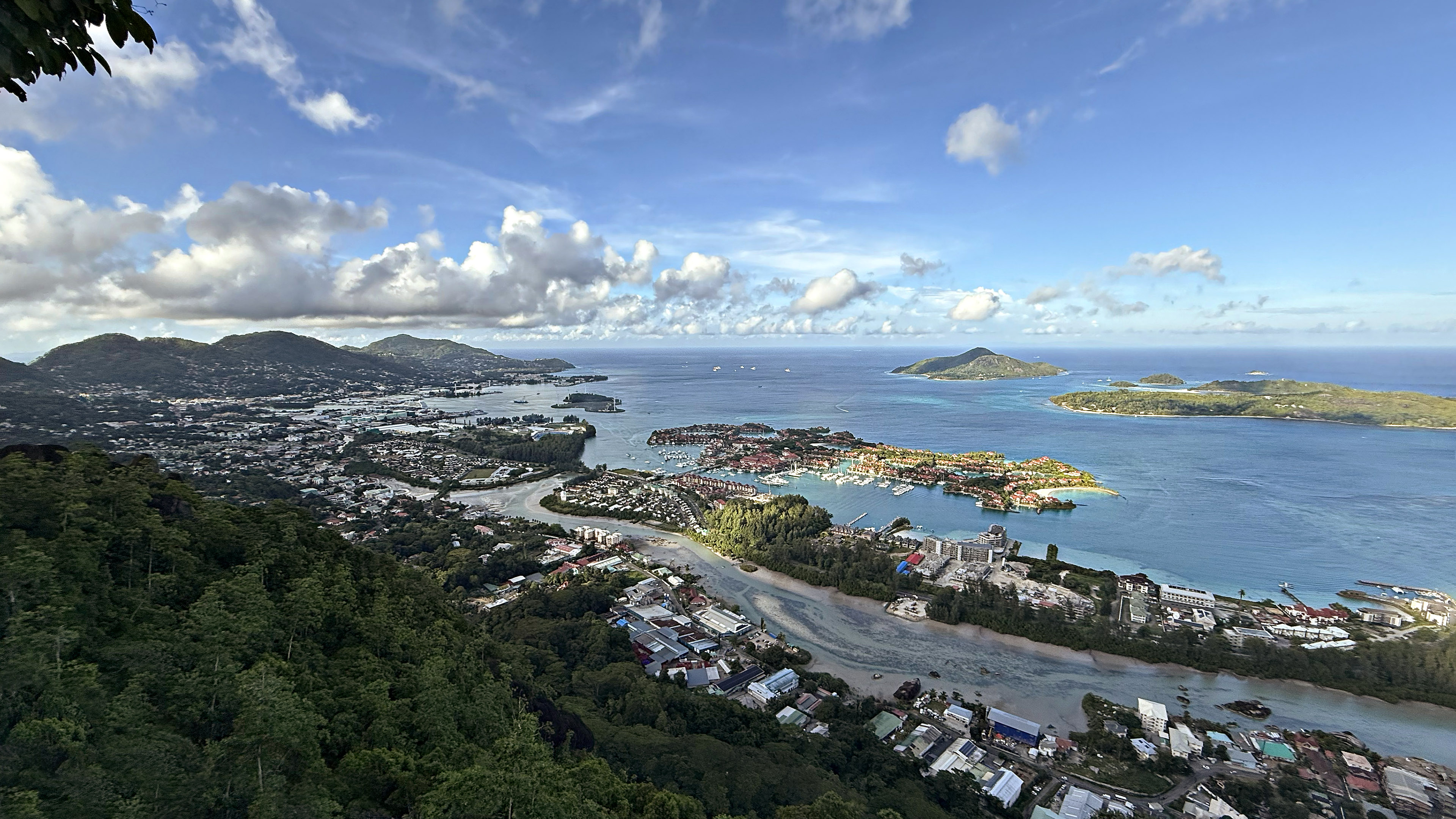
Port Victoria et les îles proches dont Sainte Anne et l'île au Cerf
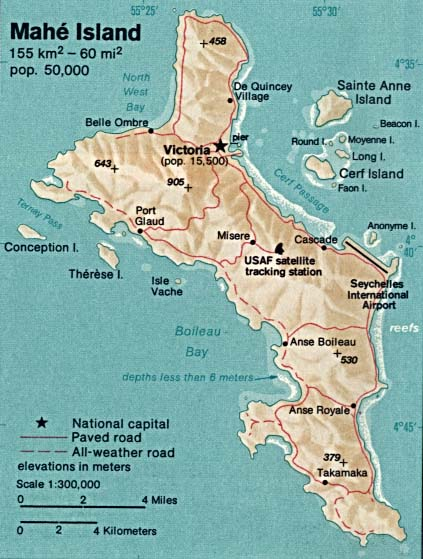
Carte de Mahé
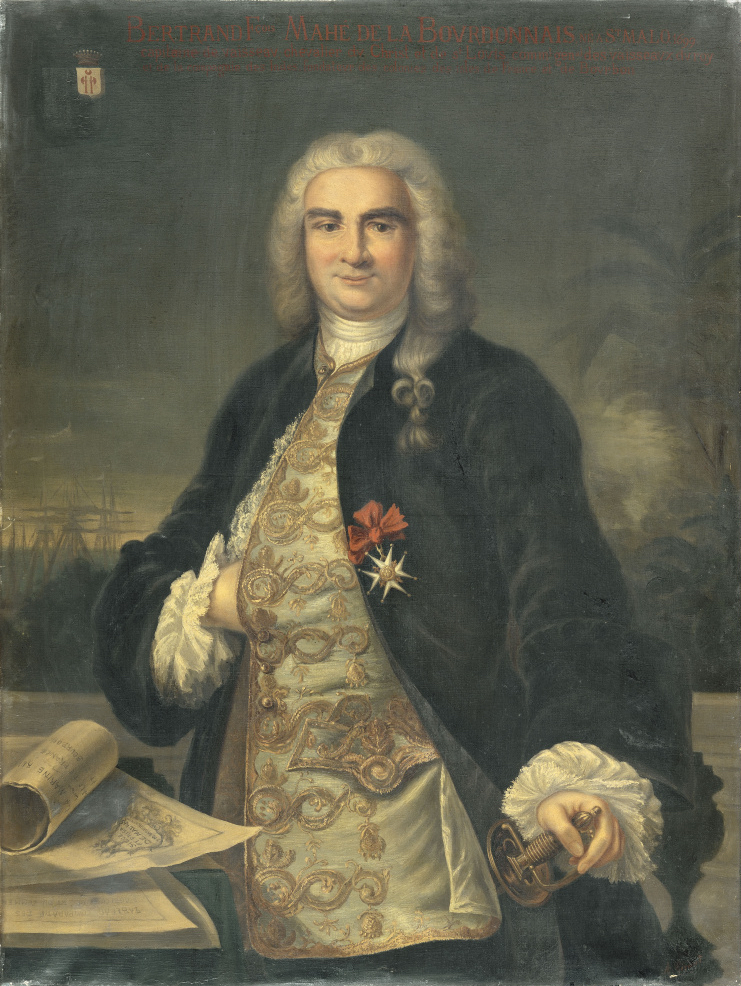
Portrait de Mahé de la Bourdonnais par Charles Giron
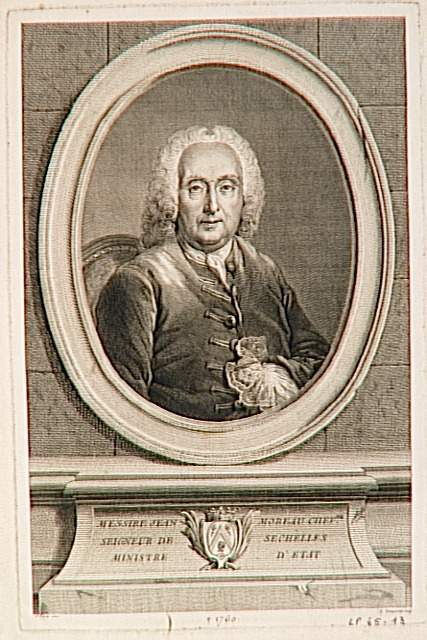
Portrait de Moreau de Séchelles
Pierre de Possession